# Platylabus eros
Platylabus eros är en stekelart som först beskrevs av Cameron 1885.  Platylabus eros ingår i släktet Platylabus och familjen brokparasitsteklar. Inga underarter finns listade i Catalogue of Life.